# Pagolle
Pagolle (tiếng Basque: Phagola) là một xã thuộc tỉnh Pyrénées-Atlantiques trong vùng Nouvelle-Aquitaine miền tây nam nước Pháp.